# Frédéric Hélein
Frédéric Hélein (22 april 1963) is een Frans wiskundige.

## Opleiding
Hélein promoveerde in 1989 aan de École polytechnique bij Jean-Michel Coron op het proefschrift Applications harmoniques et applications minimisantes entre variétés riemanniennes.

## Onderzoek
Hij gaf les aan de École normale supérieure de Cachan en is professor aan de Universiteit Denis Diderot. Hij was gasthoogleraar aan de ETH Zürich.
Hélein werkte met Haïm Brézis en Fabrice Béthuel op de Ginzburg-Landau-Theorie. Ze bewezen, dat de waarde van de gehernormaliseerde energie de vortex bepaalt voor grote waarden van de parameter van de vergelijking.
Hélein werkt aan variatierekening van differentiaalmeetkunde in de wiskundige natuurkunde zoals in de ijktheorie.
Met Coron en Béthuel werkte hij aan de regulariteit van zwak harmonische afbeeldingen tussen Riemann-variëteiten en de dichtheid van stationaire afbeeldingen in Sobolev-ruimten van afbeeldingen tussen Riemann-variëteiten.
In 1990 bewees hij dat in twee dimensies de zwak harmonische afbeeldingen in een sfeer regulier zijn. Daarna breidde hij dit uit naar afbeeldingen van een tweedimensionale Riemann-variëteit naar willekeurige Riemann-variëteiten.

## Onderscheidingen
In 1998 sprak hij tot het Internationaal Wiskundecongres te Berlijn over Phenomena of compensation and estimates for partial differential equations.
In 1999 won hij samen met Fabrice Béthuel de Prix Fermat voor bijdragen tot de variatierekening.

## Publicaties
- met Fabrice Béthuel en Haïm Brézis: Ginzburg-Landau Vortices, Birkhäuser, 1994
- Harmonic maps, conservation laws and moving frames, Cambridge Tracts in Mathematics, Cambridge University Press, 2002, eerst in 1996 in het Frans verschenen
- Constant mean curvature surfaces, harmonic maps and integrable systems, Birkhäuser, 2001